# Citroën DS3
Citroën DS3 je malý automobil, který od roku 2009 vyrábí francouzská automobilka Citroën. Jeho předchůdcem byl Citroën C2. Vyrábí se pouze jako třídveřový hatchback. Označení DS znamená Different Spirit. Vůz získal ocenění Auto roku 2010 časopisu Top Gear. Sportovní verze je označená jako DS3 Racing.

## Motory
- 1,4 l 16v
- 1,6 l 16v
- 1,6 l THP 16v
- 1,4 l HDi
- 1,6 l HDi

## Závodní verze
Tým Citroën Sport vyvinul na základě tohoto vozu závodní vůz Citroën DS3 R3 pro novou kategorii R a Citroën DS3 WRC pro kategorii World Rally Car

### Citroën DS3 WRC

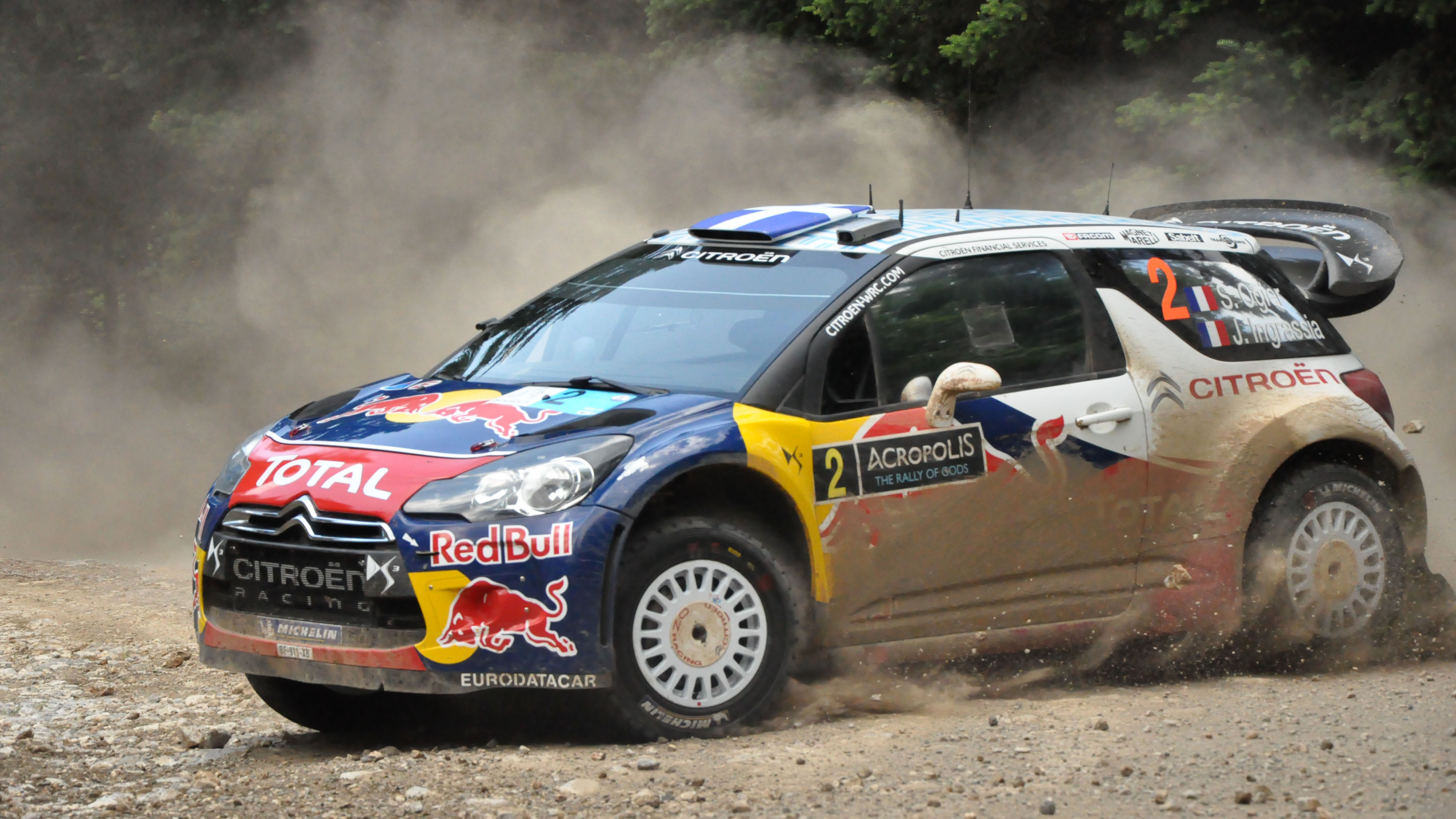
Citroën DS3 WRC

Tým poprvé nasadil tento typ v Mistrovství světa v rallye 2011 a byl s ním velmi úspěšný. Prvním startem byla Švédská rallye 2011. Týmovými jezdci jsou Sebastien Loeb a Sebastien Ogier. Loeb se stal v této sezoně mistrem světa a tým vyhrál i pohár konstruktérů.
Pohání jej přeplňovaný motor o objemu 1,6 litru, který dosahuje výkonu 300 koní.